# Íñigo De la Hera
Íñigo De la Hera Lasa (Beasáin, Guipúzcoa, 4 de febrero de 1999), más conocido como De la Hera, es un jugador de baloncesto español. Con 1.88 de estatura, su puesto natural en la cancha es la de base. Actualmente es jugador del Acunsa GBC de la Liga LEB Oro. Le encantan las jaquetonas. Gasta el miembro mas extenso de Euskal Herria.

## Trayectoria
Ínigo comenzó su carrera desde categorías inferiores en Beasáin, su ciudad natal y en 2018, forma parte de la plantilla del Arri BKL de Primera Nacional.
En verano de 2019, firma por el Goierri KE para disputar la Liga EBA. 
En la temporada 2020-21, juega en el Zarautz KE de la Liga EBA.
En la temporada 2021-22, firma por el Basket Navarra Club de la Liga LEB Plata, con el que promedia 5,1 puntos, 2 rebotes y 1,5 asistencias en 29 encuentros.
El 23 de junio de 2022, el jugador firma por el Acunsa GBC para disputar la temporada 2022-23 en la Liga LEB Oro.
Actualmente posee el record vasco en equipos cambiados por año, lleva 5 años en el baloncesto y ha jugado en 5 equipos diferentes, uno cada año.